# Elecciones al Senado de los Estados Unidos de 2010 en Arkansas
Las elecciones al Senado de los Estados Unidos de 2010 en Arkansas se llevaron a cabo el 2 de noviembre de 2010, junto con otras elecciones al Senado de los Estados Unidos en otros estados, así como elecciones a la Cámara de Representantes de los Estados Unidos y varias elecciones estatales y locales.
La senadora demócrata en ejercicio Blanche Lincoln se presentó a la reelección para un tercer mandato, enfrentando un fuerte desafío en las primarias de parte del vicegobernador Bill Halter y prevaleciendo solo luego de una segunda vuelta. Sin embargo, la elección general fue ganada por el congresista John Boozman, el hermano menor de Fay Boozman, a quien Lincoln derrotó en 1998. Boozman se convirtió en el primer republicano en 138 años en ganar este escaño. El margen de derrota del 21% de Lincoln fue el más amplio para un senador en ejercicio en 32 años.